# Tweede Kamerverkiezingen in het kiesdistrict Assen (1850-1888)
Tweede Kamerverkiezingen in het kiesdistrict Assen (1850-1888) geeft een overzicht van verkiezingen voor de Nederlandse Tweede Kamer in het kiesdistrict Assen in de periode 1850-1888.
Het kiesdistrict Assen was al ingesteld in 1848. De indeling van het kiesdistrict werd in 1850 gewijzigd bij de invoering van de Kieswet. Tot het kiesdistrict behoorden vanaf dat moment de volgende gemeenten: Anloo, Assen, Beilen, Borger, Coevorden, Dalen, Diever, Dwingeloo, Eelde,  Emmen, Gasselte, Gieten, Havelte, Hoogeveen, Meppel, Nijeveen, Norg, Odoorn, Onstwedde, Oosterhesselen, Peize, Roden, Rolde, Ruinen, Ruinerwold, Sleen, Smilde, Vlagtwedde, Vledder, Vries, Wedde, Westerbork, de Wijk, Zuidlaren, Zuidwolde en Zweeloo.
In 1858 werd de indeling van het kiesdistrict gewijzigd. De gemeenten Onstwedde, Vlagtwedde en Wedde werden toegevoegd aan het kiesdistrict Appingedam.
In 1864 werd de indeling van het kiesdistrict wederom gewijzigd. De gemeenten Eelde, Norg, Peize en Roden werden toegevoegd aan het kiesdistrict Zuidhorn.
In 1869 werd de indeling van het kiesdistrict wederom gewijzigd. De gemeenten Diever, Havelte, Nijeveen en Vledder werden toegevoegd aan het kiesdistrict Steenwijk.
In 1878 werd de indeling van het kiesdistrict wederom gewijzigd. De gemeenten Anloo, Borger, Gasselte, Gieten en Zuidlaren werd toegevoegd aan het kiesdistrict Winschoten. Tevens werd een gedeelte van het kiesdistrict Steenwijk (de gemeenten Diever, Havelte, Nijeveen en Vledder) toegevoegd aan het kiesdistrict Assen.
Het kiesdistrict Assen was in deze periode een meervoudig kiesdistrict: het vaardigde twee leden af naar de Tweede Kamer. Om de twee jaar trad een van de leden af; er werd dan een periodieke verkiezing gehouden voor de vrijgevallen zetel. Bij algemene verkiezingen (na ontbinding van de Tweede Kamer) bracht elke kiezer twee stemmen uit. Om in de eerste verkiezingsronde gekozen te worden moest een kandidaat minimaal de districtskiesdrempel behalen; indien nodig werd een tweede ronde gehouden.
Legenda
- cursief: in de eerste verkiezingsronde geplaatst voor de tweede ronde;
- vet: gekozen als lid van de Tweede Kamer.

## 27 augustus 1850
De verkiezingen waren algemene verkiezingen; zij werden gehouden na ontbinding van de Tweede Kamer na inwerkingtreding van de Kieswet.
|                          | 27 augustus | 14 september |
| ------------------------ | ----------- | ------------ |
| Kiesgerechtigden         | 2.416       | 2.416        |
| Opkomst                  | 1.570       | 1.362        |
| Geldige stemmen          | 3.110       | 1.348        |
| Blanco stemmen           | 13          | 9            |
| Kiesdrempel              | 778         | 674          |
| Kandidaten               |             |              |
| L. van Heiden Reinestein | 1.134       |              |
| P. van der Veen          | 763         | 825          |
| L.N. van Randwijck       | 585         | 523          |
| P.W.A. Grevelink         | 170         |              |
| W. Goedkoop              | 64          |              |
| A. Blom                  | 55          |              |
| G. Groen van Prinsterer  | 41          |              |
| A. van der Vlies         | 28          |              |

## 8 juni 1852
De verkiezingen waren periodieke verkiezingen; zij werden gehouden vanwege de afloop van de zittingstermijn van een gekozen lid.
|                         | 8 juni |
| ----------------------- | ------ |
| Kiesgerechtigden        | 2.426  |
| Opkomst                 | 826    |
| Geldige stemmen         | 819    |
| Blanco stemmen          | 5      |
| Kandidaten              |        |
| P. van der Veen         | 671    |
| G. Groen van Prinsterer | 69     |
| L.N. van Randwijck      | 50     |

## 17 mei 1853
De verkiezingen waren algemene verkiezingen; zij werden gehouden na ontbinding van de Tweede Kamer.
|                          | 17 mei | 31 mei |
| ------------------------ | ------ | ------ |
| Kiesgerechtigden         | 2.351  | 2.351  |
| Opkomst                  | 1.149  | 1.067  |
| Geldige stemmen          | 2.217  | 1.061  |
| Blanco stemmen           | 75     | 8      |
| Kiesdrempel              | 554    | 531    |
| Kandidaten               |        |        |
| L. van Heiden Reinestein | 723    |        |
| P. van der Veen          | 524    | 655    |
| H. Vos                   | 369    | 406    |
| G.L. Kniphorst           | 219    |        |
| J. van Andel             | 69     |        |
| W. Tonckens              | 68     |        |
| P.W.A. Grevelink         | 50     |        |
| G. Groen van Prinsterer  | 42     |        |
| L.N. van Randwijck       | 30     |        |

## 1 december 1853
Louis van Heiden Reinestein, gekozen bij de verkiezingen van 17 mei 1853, trad op 13 oktober 1853 af vanwege zijn herbenoeming als kantonrechter. Om in de ontstane vacature te voorzien werd een tussentijdse verkiezing gehouden.
|                              | 1 december |
| ---------------------------- | ---------- |
| Kiesgerechtigden             | 2.351      |
| Opkomst                      | 719        |
| Geldige stemmen              | 712        |
| Blanco stemmen               | 6          |
| Kandidaten                   |            |
| L. van Heiden Reinestein     | 486        |
| G.L. Kniphorst               | 157        |
| P.P. van Zuylen van Nijevelt | 44         |

## 13 juni 1854
De verkiezingen waren periodieke verkiezingen; zij werden gehouden vanwege de afloop van de zittingstermijn van een gekozen lid.
|                  | 13 juni |
| ---------------- | ------- |
| Kiesgerechtigden | 2.351   |
| Opkomst          | 765     |
| Geldige stemmen  | 764     |
| Blanco stemmen   | 1       |
| Kandidaten       |         |
| P. van der Veen  | 479     |
| G.L. Kniphorst   | 178     |
| H. Vos           | 50      |

## 10 juni 1856
De verkiezingen waren periodieke verkiezingen; zij werden gehouden vanwege de afloop van de zittingstermijn van een gekozen lid.
|                          | 10 juni |
| ------------------------ | ------- |
| Kiesgerechtigden         | 2.506   |
| Opkomst                  | 727     |
| Geldige stemmen          | 719     |
| Blanco stemmen           | 6       |
| Kandidaten               |         |
| L. van Heiden Reinestein | 604     |
| H.C. Carsten             | 62      |

## 8 juni 1858
De verkiezingen waren periodieke verkiezingen; zij werden gehouden vanwege de afloop van de zittingstermijn van een gekozen lid.
|                  | 8 juni |
| ---------------- | ------ |
| Kiesgerechtigden | 2.517  |
| Opkomst          | 702    |
| Geldige stemmen  | 694    |
| Blanco stemmen   | 7      |
| Kandidaten       |        |
| P. van der Veen  | 540    |
| H. Pelinck       | 69     |

## 26 oktober 1858
Louis van Heiden Reinestein, gekozen bij de verkiezingen van 10 juni 1856, trad op 1 oktober 1858 af vanwege zijn herbenoeming als kantonrechter. Om in de ontstane vacature te voorzien werd een tussentijdse verkiezing gehouden.
|                          | 26 oktober |
| ------------------------ | ---------- |
| Kiesgerechtigden         | 2.517      |
| Opkomst                  | 650        |
| Geldige stemmen          | 646        |
| Blanco stemmen           | 5          |
| Kandidaten               |            |
| L. van Heiden Reinestein | 467        |
| H. Pelinck               | 155        |

## 12 juni 1860
De verkiezingen waren periodieke verkiezingen; zij werden gehouden vanwege de afloop van de zittingstermijn van een gekozen lid.
|                          | 12 juni |
| ------------------------ | ------- |
| Kiesgerechtigden         | 2.356   |
| Opkomst                  | 670     |
| Geldige stemmen          | 657     |
| Blanco stemmen           | 5       |
| Kandidaten               |         |
| L. van Heiden Reinestein | 619     |

## 10 juni 1862
De verkiezingen waren periodieke verkiezingen; zij werden gehouden vanwege de afloop van de zittingstermijn van een gekozen lid.
|                  | 10 juni |
| ---------------- | ------- |
| Kiesgerechtigden | 2.413   |
| Opkomst          | 636     |
| Geldige stemmen  | 628     |
| Blanco stemmen   | 4       |
| Kandidaten       |         |
| P. van der Veen  | 541     |

## 22 oktober 1863
Louis van Heiden Reinestein, gekozen bij de verkiezingen van 12 juni 1860, trad op 1 oktober 1863 af vanwege zijn herbenoeming als kantonrechter. Om in de ontstane vacature te voorzien werd een tussentijdse verkiezing gehouden.
|                          | 22 oktober |
| ------------------------ | ---------- |
| Kiesgerechtigden         | 2.475      |
| Opkomst                  | 544        |
| Geldige stemmen          | 534        |
| Blanco stemmen           | 9          |
| Kandidaten               |            |
| L. van Heiden Reinestein | 454        |

## 14 juni 1864
De verkiezingen waren periodieke verkiezingen; zij werden gehouden vanwege de afloop van de zittingstermijn van een gekozen lid.
|                          | 14 juni |
| ------------------------ | ------- |
| Kiesgerechtigden         | 2.283   |
| Opkomst                  | 932     |
| Geldige stemmen          | 921     |
| Blanco stemmen           | 3       |
| Kandidaten               |         |
| L. van Heiden Reinestein | 517     |
| L. Oldenhuis Gratama     | 332     |

## 12 juni 1866
De verkiezingen waren periodieke verkiezingen; zij werden gehouden vanwege de afloop van de zittingstermijn van een gekozen lid.
|                      | 12 juni | 26 juni |
| -------------------- | ------- | ------- |
| Kiesgerechtigden     | 2.247   | 2.247   |
| Opkomst              | 893     | 1.125   |
| Geldige stemmen      | 887     | 1.129   |
| Blanco stemmen       | 2       | 2       |
| Kandidaten           |         |         |
| P. van der Veen      | 357     | 637     |
| L. Oldenhuis Gratama | 391     | 483     |
| J.H. Geertsema       | 90      |         |

## 30 oktober 1866
De verkiezingen waren algemene verkiezingen; zij werden gehouden na ontbinding van de Tweede Kamer.
|                          | 30 oktober | 13 november |
| ------------------------ | ---------- | ----------- |
| Kiesgerechtigden         | 2.247      | 2.247       |
| Opkomst                  | 1.421      | 1.529       |
| Geldige stemmen          | 2.773      | 2.916       |
| Blanco stemmen           | 67         | 138         |
| Kiesdrempel              | 693        | 729         |
| Kandidaten               |            |             |
| L. van Heiden Reinestein | 526        | 859         |
| J.R. Thorbecke           | 588        | 807         |
| L. Oldenhuis Gratama     | 507        | 713         |
| P.P. van Bosse           | 459        | 537         |
| P. van der Veen          | 313        |             |
| D.T. Notten              | 183        |             |
| T.J. Stieltjes           | 55         |             |
| A. Slingenberg           | 50         |             |
| H. Pelinck               | 24         |             |

## 11 september 1867
Louis van Heiden Reinestein, gekozen bij de verkiezingen van 30 oktober 1866, trad op 15 augustus 1867 af vanwege zijn benoeming als Commissaris van de Koning in Groningen. Om in de ontstane vacature te voorzien werd een tussentijdse verkiezing gehouden.
|                      | 11 september | 25 september |
| -------------------- | ------------ | ------------ |
| Kiesgerechtigden     | 2.344        | 2.344        |
| Opkomst              | 1.217        | 1.186        |
| Geldige stemmen      | 1.214        | 1.172        |
| Blanco stemmen       | 3            | 12           |
| Kandidaten           |              |              |
| L. Oldenhuis Gratama | 545          | 626          |
| P. van der Veen      | 368          | 546          |
| P.P. van Bosse       | 287          |              |

## 22 januari 1868
De verkiezingen waren algemene verkiezingen; zij werden gehouden na ontbinding van de Tweede Kamer.
|                         | 22 januari |
| ----------------------- | ---------- |
| Kiesgerechtigden        | 2.344      |
| Opkomst                 | 1.507      |
| Geldige stemmen         | 2.924      |
| Blanco stemmen          | 72         |
| Kiesdrempel             | 731        |
| Kandidaten              |            |
| L. Oldenhuis Gratama    | 1.101      |
| J.R. Thorbecke          | 1.012      |
| P. van der Veen         | 285        |
| D.T. Notten             | 175        |
| J. Heemskerk            | 142        |
| B.J. Gratama            | 114        |
| G. Groen van Prinsterer | 27         |
| J.F. de Ruyter de Wildt | 24         |

## 8 juni 1869
De verkiezingen waren periodieke verkiezingen; zij werden gehouden vanwege de afloop van de zittingstermijn van een gekozen lid.
|                      | 8 juni |
| -------------------- | ------ |
| Kiesgerechtigden     | 2.161  |
| Opkomst              | 823    |
| Geldige stemmen      | 804    |
| Blanco stemmen       | 8      |
| Kandidaten           |        |
| L. Oldenhuis Gratama | 637    |
| B.J. Gratama         | 69     |
| W.B.S. Boeles        | 53     |

## 31 januari 1871
Johan Rudolph Thorbecke, gekozen bij de verkiezingen van 22 januari 1868, trad op 4 januari 1871 af vanwege zijn toetreding tot het kabinet-Thorbecke III. Om in de ontstane vacature te voorzien werd een tussentijdse verkiezing gehouden.
|                    | 31 januari |
| ------------------ | ---------- |
| Kiesgerechtigden   | 2.213      |
| Opkomst            | 1.039      |
| Geldige stemmen    | 1.029      |
| Blanco stemmen     | 6          |
| Kandidaten         |            |
| H.J. Smidt         | 581        |
| A. Roelink         | 240        |
| B.J. Gratama       | 113        |
| W.A. van der Feltz | 48         |
| P. van der Veen    | 23         |

## 13 juni 1871
De verkiezingen waren periodieke verkiezingen; zij werden gehouden vanwege de afloop van de zittingstermijn van een gekozen lid.
|                  | 13 juni |
| ---------------- | ------- |
| Kiesgerechtigden | 2.204   |
| Opkomst          | 950     |
| Geldige stemmen  | 943     |
| Blanco stemmen   | 4       |
| Kandidaten       |         |
| H.J. Smidt       | 691     |
| B.J. Gratama     | 229     |

## 10 juni 1873
De verkiezingen waren periodieke verkiezingen; zij werden gehouden vanwege de afloop van de zittingstermijn van een gekozen lid.
|                         | 10 juni |
| ----------------------- | ------- |
| Kiesgerechtigden        | 2.287   |
| Opkomst                 | 1.015   |
| Geldige stemmen         | 996     |
| Blanco stemmen          | 12      |
| Kandidaten              |         |
| L. Oldenhuis Gratama    | 775     |
| A. Kuyper               | 120     |
| M.M. van Asch van Wijck | 34      |

## 8 juni 1875
De verkiezingen waren periodieke verkiezingen; zij werden gehouden vanwege de afloop van de zittingstermijn van een gekozen lid.
|                  | 8 juni |
| ---------------- | ------ |
| Kiesgerechtigden | 2.499  |
| Opkomst          | 1.123  |
| Geldige stemmen  | 1.117  |
| Blanco stemmen   | 3      |
| Kandidaten       |        |
| H.J. Smidt       | 824    |
| A. Brummelkamp   | 255    |

## 12 juni 1877
De verkiezingen waren periodieke verkiezingen; zij werden gehouden vanwege de afloop van de zittingstermijn van een gekozen lid.
|                         | 12 juni |
| ----------------------- | ------- |
| Kiesgerechtigden        | 2.675   |
| Opkomst                 | 830     |
| Geldige stemmen         | 819     |
| Blanco stemmen          | 10      |
| Kandidaten              |         |
| L. Oldenhuis Gratama    | 638     |
| A.F. de Savornin Lohman | 135     |
| A. Brummelkamp          | 32      |

## 27 november 1877
Hendrik Smidt, gekozen bij de verkiezingen van 8 juni 1875, trad op 3 november 1877 af vanwege zijn toetreding tot het kabinet-Kappeyne van de Coppello. Om in de ontstane vacature te voorzien werd een tussentijdse verkiezing gehouden.
|                             | 27 november | 12 december |
| --------------------------- | ----------- | ----------- |
| Kiesgerechtigden            | 2.675       | 2.675       |
| Opkomst                     | 1.102       | 1.535       |
| Geldige stemmen             | 1.090       | 1.524       |
| Blanco stemmen              | 8           | 6           |
| Kandidaten                  |             |             |
| W.A. van der Feltz          | 518         | 825         |
| J.W.J. de Vos van Steenwijk | 333         | 699         |
| J.D. Dibbits                | 115         |             |
| A.F. de Savornin Lohman     | 101         |             |

## 10 juni 1879
De verkiezingen waren periodieke verkiezingen; zij werden gehouden vanwege de afloop van de zittingstermijn van een gekozen lid.
|                         | 10 juni |
| ----------------------- | ------- |
| Kiesgerechtigden        | 2.528   |
| Opkomst                 | 792     |
| Geldige stemmen         | 778     |
| Blanco stemmen          | 9       |
| Kandidaten              |         |
| W.A. van der Feltz      | 557     |
| A.F. de Savornin Lohman | 178     |

## 14 juni 1881
De verkiezingen waren periodieke verkiezingen; zij werden gehouden vanwege de afloop van de zittingstermijn van een gekozen lid.
|                         | 14 juni |
| ----------------------- | ------- |
| Kiesgerechtigden        | 2.671   |
| Opkomst                 | 1.269   |
| Geldige stemmen         | 1.262   |
| Blanco stemmen          | 5       |
| Kandidaten              |         |
| L. Oldenhuis Gratama    | 806     |
| M.A. de Savornin Lohman | 449     |

## 12 juni 1883
De verkiezingen waren periodieke verkiezingen; zij werden gehouden vanwege de afloop van de zittingstermijn van een gekozen lid.
|                         | 12 juni |
| ----------------------- | ------- |
| Kiesgerechtigden        | 2.706   |
| Opkomst                 | 1.492   |
| Geldige stemmen         | 1.482   |
| Blanco stemmen          | 3       |
| Kandidaten              |         |
| W.A. van der Feltz      | 963     |
| M.A. de Savornin Lohman | 481     |

## 28 oktober 1884
De verkiezingen waren algemene verkiezingen; zij werden gehouden na ontbinding van de Tweede Kamer.
|                         | 28 oktober |
| ----------------------- | ---------- |
| Kiesgerechtigden        | 2.700      |
| Opkomst                 | 1.462      |
| Geldige stemmen         | 2.887      |
| Blanco stemmen          | 33         |
| Kiesdrempel             | 722        |
| Kandidaten              |            |
| L. Oldenhuis Gratama    | 1.005      |
| W.A. van der Feltz      | 998        |
| M.A. de Savornin Lohman | 436        |
| D.P.D. Fabius           | 412        |

## 16 maart 1886
Lucas Oldenhuis Gratama, gekozen bij de verkiezingen van 28 oktober 1884, trad op 20 februari 1886 af vanwege gezondheidsredenen. Om in de ontstane vacature te voorzien werd een tussentijdse verkiezing gehouden.
|                         | 16 maart | 30 maart |
| ----------------------- | -------- | -------- |
| Kiesgerechtigden        | 2.806    | 2.806    |
| Opkomst                 | 1.939    | 2.043    |
| Geldige stemmen         | 1.927    | 2/036    |
| Blanco stemmen          | 9        | 7        |
| Kandidaten              |          |          |
| H. Smeenge              | 701      | 1.243    |
| P.J.G. van Diggelen     | 724      | 793      |
| M.A. de Savornin Lohman | 485      |          |

## 15 juni 1886
De verkiezingen waren algemene verkiezingen; zij werden gehouden na ontbinding van de Tweede Kamer.
|                           | 15 juni |
| ------------------------- | ------- |
| Kiesgerechtigden          | 2.806   |
| Opkomst                   | 1.585   |
| Geldige stemmen           | 3.064   |
| Blanco stemmen            | 84      |
| Kiesdrempel               | 766     |
| Kandidaten                |         |
| W.A. van der Feltz        | 1.058   |
| H. Smeenge                | 1.043   |
| M.A. de Savornin Lohman   | 459     |
| T.A.J. van Asch van Wijck | 450     |

## 1 september 1887
De verkiezingen waren algemene verkiezingen; zij werden gehouden na ontbinding van de Tweede Kamer.
|                    | 1 september |
| ------------------ | ----------- |
| Kiesgerechtigden   | 2.812       |
| Opkomst            | 1.072       |
| Geldige stemmen    | 2.124       |
| Blanco stemmen     | 10          |
| Kiesdrempel        | 531         |
| Kandidaten         |             |
| H. Smeenge         | 785         |
| W.A. van der Feltz | 756         |
| T. Heemskerk       | 265         |
| S. van Velzen      | 261         |

## Voortzetting
Na de grondwetsherziening van 1887 werden de meervoudige kiesdistricten opgeheven; het kiesdistrict Assen werd derhalve omgezet in een enkelvoudig kiesdistrict. De gemeenten Beilen, Coevorden, Dalen, Emmen, Odoorn, Oosterhesselen, Sleen, Westerbork en Zweeloo werden toegevoegd aan het kiesdistrict Emmen, de gemeenten Dwingeloo, Hoogeveen, Meppel, Ruinen, Ruinerwold, de Wijk en Zuidwolde aan het kiesdistrict Meppel en de gemeente Smilde aan het kiesdistrict Wolvega. Tevens werd een gedeelte van de kiesdistricten Winschoten (de gemeenten Anloo, Gasselte, Gieten, Wildervank en Zuidlaren) en Zuidhorn (de gemeenten Eelde, Norg, Peize en Roden) toegevoegd aan het kiesdistrict Assen. 